# Sian Evans
Sian Evans (* 9. října 1971, Caerphilly, Wales) je britská zpěvačka a členka skupiny Kosheen, která sklidila úspěch napříč celou Evropou. Svým žánrem se podobá Faithless.

## Život
Sian Evans se narodila do hudební rodiny: její dědeček skládal hudbu a řídil mužský pěvecký sbor. Se zpěvem začala, když jí bylo šest let. Od 11 let hraje na bicí a jakmile měla 13 začala se sama učit na kytaru. Ve svých teenagerských letech prošla Sian mnoha jazzovými a rhytm´n´bluesovými kapelami. Později ji začal bavit hip-hop a tady možná začalo její zaujetí rodící se taneční scénou.

## Kariéra
Hudební kariéra Sian Evans začala, když jí Markee Substance a Darren Decoder pozvali ke zpěvu, čímž došlo v roce 1998 k založení skupiny Kosheen. Kromě toho také navázala spolupráci se Simonem Kingmanem a vystupovala živě na Glastonbury v roce 2008.
V roce 2011, vystupoval DJ Fresh se svým songem „Louder“, na kterém se Sian pěvecky podílela. Song zaujal natolik, že byl použit k reklamní znělce Lucozade ve Velké Británii a Irsku. Ve spolupráci s Kosheen hlas Sian Evans proslavily nejvíce songy Hungry a All In My Head, které obsadily přední příčky žebříčku evropských hitparád.

## Diskografie
Hlavní článek Kosheen diskografie

### Singly
- Your Move (2009)
- Louder (2010)